# 雄关区
雄关区，是中华人民共和国甘肃省嘉峪关市下辖的一个行政管理区。
2009年12月1日，嘉峪关市雄关区、长城区、镜铁区挂牌成立。雄关区辖胜利、五一街道办事处、矿山办事处和峪泉镇，办公地点暂为建设路综合办公楼。
2017年下辖友谊、雍和、祁连、雄关、人民、胜利、绿化、福民、嘉北9个城市社区和峪泉镇（3个行政村：嘉峪关村、黄草营村、断山口村）。辖区总面积813平方公里（农村耕地面积6033亩），总人口12万人（其中流动人口1.6万余人，农村人口3040人）。区委和区行政机关内设6个职能部室。区委下辖10个党委，4个直属党支部。 
2019年6月28日，根据甘政函〔2019〕74号文件《甘肃省人民政府关于同意嘉峪关市设立雄关街道办事处和钢城街道办事处的批复》，设立雄关街道办事处和钢城街道办事处。改革后，雄关区、长城区、镜铁区均被撤销。

## 行政区划
雄关区下辖以下地区：
福民社区、胜利社区、绿化社区、祁连社区、人民社区、雍和社区、友谊社区、嘉北社区和雄关社区。